# Éric Renaut
Éric Renaut est un footballeur français, né le 11 avril 1954 à Saint-Germain-en-Laye. Il évolue au poste de défenseur central ou de milieu de terrain du début des années 1970 à la fin des années 1980.

## Biographie
Formé au Paris Saint-Germain, il y passe la plus grande partie de sa carrière : de 1972 à 1982 (excepté la saison 1975-1976 qu'il effectue à Sochaux), ce qui fait de lui l'un des joueurs les plus capés du PSG avec 291 matchs disputés en compétition officielle, pour 36 buts inscrits.

## Carrière
- 1972-1975 : Paris SG
- 1975-1976 : FC Sochaux
- 1976-1982 : Paris SG
- 1982-1983 : RC Paris
- 1983-1984 : Red Star
- 1984-1985 : FC Sète

## Palmarès
- Vainqueur du Tournoi de Toulon  en 1977 avec France Espoirs
- Vainqueur de la Coupe de France en 1982 avec le Paris SG.